# Kościół Fryderyka w Karlskronie
Fredrikskyrkan – Kościół Fryderyka w Karlskronie, Szwecja. Świątynia została zaprojektowana przez Nicodemusa Tessina młodszego i zbudowana w latach 1720–1744.
Kościół znajduje się na głównym rynku miasta – Stortorget, na wyspie Trossö.
Kościół ma status zabytku sakralnego według rozdz. 4 Kulturminneslagen (pol. Prawo o pamiątkach kultury), ponieważ został wzniesiony do końca 1939 (3 §).